# Loisach
La Loisach est une rivière qui coule dans le Tyrol en Autriche puis en Bavière, en Allemagne.

## Étymologie
Son nom viendrait d'une origine celtique qui signifierait « eau ». Mais si le suffixe germanique -ach désigne bien des cours d'eau, en revanche Lois pourrait éventuellement être apparenté au basque lohi(tz) "boue, marécage" (voir par ex. Saint-Jean-de-Luz, en basque Donibane-Lohitzun(e)). La Loisach traverse en effet les grandes zones marécageuses du Murnauer Moos. La question n'est donc pas complètement résolue.[réf. nécessaire]
Habituellement, le nom est basé sur le mot indo-européen leubh, qui signifie « cher ». Il est dérivé avec un s comme suffixe. Le nom ferait référence au cours agréable de la rivière. Les formes antérieures de noms sont Liubasa (1003), Lyubasa (environ 1052), Liubisaha (1148-1155), Livbisaha (12e siècle), Liubsaha (1258), Leusach (1332), Leusach (1348), Lewsach (1424), Loysach (1536) et enfin 1553 Loisach.

## Géographie
Sa longueur est de 114 km, elle est un affluent de l'Isar en rive gauche. Elle traverse Garmisch-Partenkirchen puis alimente le lac de Kochel. Elle se jette dans l'Isar à Wolfratshausen. Un canal la joint à l'Isar avant leur confluence pour alimenter une centrale électrique et limiter le risque d'inondation.